# Cryphia tibetica
Cryphia tibetica là một loài bướm đêm trong họ Noctuidae.